# Thomas Joseph Connolly
Thomas Joseph Connolly (* 18. Juli 1922 in Tonopah, Nevada; † 24. April 2015 in Beaverton, Oregon) war Bischof von Baker. 

## Leben
Thomas Joseph Connolly empfing am 8. April 1947 die Priesterweihe für das Bistum Reno.
Papst Paul VI. ernannte ihn am 4. Mai 1971 zum Bischof von Baker. Der Erzbischof von Portland in Oregon, Robert Joseph Dwyer, spendete ihm am 30. Juni desselben Jahres die Bischofsweihe; Mitkonsekratoren waren Thomas Kiely Gorman, Altbischof von Dallas-Fort Worth, und Michael Joseph Green, Bischof von Reno. 
Am 19. November 1999 nahm Papst Johannes Paul II. seinen altersbedingten Rücktritt an.